# Религия в Турецкой Республике Северного Кипра
Около 99 % населения Турецкой Республики Северного Кипра составляют мусульмане.
Департамент по делам религий Северного Кипра имеет 6 представительств в населённых пунктах Северного Кипра и одно представительство в Республике Кипр.

## Ислам
Ислам впервые появился на Кипре, когда Усман ибн Аффан (третий халиф арабского халифата) захватил остров в 649 году. Кипр оставался спорной территорией между греками и арабами в течение следующих столетий, пока он не попал под власть Латинской империи во время крестовых походов. Остров был завоёван османским генералом Лала Мустафой-пашой у венецианцев в 1570 году. Это завоевание принесло с собой турецкое присутствие с 1571 по 1878 год. В частности, в XVII веке мусульманское население острова быстро росло, отчасти из-за турецких иммигрантов, но также благодаря обращению греков в ислам. Исторически мусульмане были распространены по всему Кипру, но с 1974 года они жили в основном на севере.
Турки-киприоты составляют подавляющее большинство мусульман острова, наряду с турецкими поселенцами из Турции и придерживаются суннитской ветви ислама. Суфизм также играет важную роль. Сама Ахмадийская мусульманская община присутствует на севере.
На острове существует несколько важных исламских святынь и достопримечательностей, включая:
- Мечеть Арабахмет в Никосии (построена в XVI веке)
- Мечеть Хала Султан Текке/Умм Харам в Ларнаке (построена в XVIII веке)
- Мечеть Лала Мустафы-паши, мечеть Селимие и мечеть Хайдар-паши; бывшие католические соборы, оставшиеся с эпохи крестоносцев, предназначались исключительно для католического меньшинства, которое управляло островом и были преобразованы в мечети после мусульманского завоевания в средние века.

Все перечисленные достопримечательности, кроме Хала Султан Текке, находятся на территории Турецкой Республики Северного Кипра.

## Христианство

### Православие
Православные христиане на Северном Кипре составляют 0,5 % населения. Греки-киприоты являются членами Автокефальной Греческой православной церкви Кипра (Кипрская православная церковь).
На Северном Кипре расположены историческая церковь Нотр-Дам-де-Тир в Никосии (1308 г.) и монастырь Ганчвор в Фамагусте (1346 г.).

### Марониты
В Турецкой Республике Северного Кипра существует также небольшая маронитская (восточная католическая) община. В 1891 году из 209 286 киприотов 1131 были маронитами. В 1960 году маронитов было 2752, в четырёх деревнях, расположенных на Северном Кипре.

### Другие
Протестанты и англикане среди турок-киприотов составляют очень малое сообщество. Главой и пастором общины является Кемаль Башаран. Подавляющее большинство составляют именно англикане и используют англиканские церкви в области Кирении вместе с сообществом британских экспатриантов острова.